# 卡德爾·阿卜杜拉
卡德爾·阿卜杜拉（波斯語：قادر عبدالله；1954年11月12日—）本名侯賽因·沙加地·加耶馬哈米·法拉哈尼（波斯語：حسین سجادی قائم‌مقامی فراهانی），伊朗裔荷蘭籍作家、詩人和专栏作家。他以在他的荷蘭語作品中融入波斯文學主題著稱，最知名的作品包括《清真寺之家》、《國王》和《天書：我父親的筆記本》，已被翻譯成三十種語言。

## 生平
侯賽因·沙加地·加耶馬哈米·法拉哈尼於1954年出生於伊朗阿拉克，自幼於伊斯蘭家庭中成長，十二歲開始著迷於西方文學。1977年，他自阿拉克科學院（今阿拉克大學）物理系畢業，之後到巴列維港（今安扎利港）的伊朗海軍服兵役。在伊朗伊斯蘭革命時，他加入左翼陣營，反對沙王和後來的何梅尼政權。他結合了兩位在抗戰時期被殺害的庫德族裔人士－卡德爾和阿卜杜拉－的名字，以「卡德爾·阿卜杜拉」作為自己的筆名，以紀念這兩位朋友。阿卜杜拉隨後於1988年以政治難民身分逃難到荷蘭，最初落腳在阿珀爾多倫的一個難民庇護中心。短短五年，阿卜杜拉便精熟了荷蘭文，並在1993年出版了他的第一本荷蘭文著作《鷹》（De adelaars）。阿卜杜拉以這本短篇故事集獲得「金驢耳獎」的肯定。四年後，阿卜杜拉再出版他的首本小說作品《空瓶之旅》（De reis van de lege flessen）。2005年，他出版了他的代表作《清真寺之家》，登上荷蘭暢銷書榜。該書並在2007年鹿特丹商報和荷蘭廣播基金會（NPS）主辦的網路投票活動中，被票選為荷蘭史上最佳小說第二名。
阿卜杜拉於2006年在萊頓大學擔任客座作家。他現定居於台夫特。2009年，卡德爾·阿卜杜拉獲頒格羅寧根大學神學與宗教研究學院的榮譽博士學位，因為他「成功且獨樹一格地向世人展現了伊斯蘭教的另一面」。

## 獎項與榮譽
- 1994年，以短篇故事集《鷹》獲得「金驢耳獎（英语：Gouden Ezelsoor）」。
- 以《天書：我父親的筆記本》獲得2000年迪佩龍獎（英语：E. du Perron）。[7]
- 2000年，榮獲荷蘭獅子勳章（英语：Order of the Netherlands Lion）之騎士勳銜。[8]
- 2008年，榮獲法國藝術與文學勳章之騎士勳銜。[8][9]
- 2009年，獲頒格羅寧根大學榮譽博士。[10]
- 獲選為2011年荷蘭圖書週書寫「禮物書」（《烏鴉》）。[11]

## 著作列表
- 1993年 – 《鷹》（De adelaars）
- 1995年 – 《姑娘們與游擊隊》（De meisjes en de partizanen）
- 1997年 – 《空瓶之旅》（De reis van de lege flessen）
- 1998年 – 《米爾扎》（Mirza）
- 2000年 – 《天書：我父親的筆記本》（Spijkerschrift）
- 2001年 – 《手提箱》（De koffer）
- 2001年 – 《海中花園》（Een tuin in zee）
- 2002年 – 《凱莉蓮與戴內》（Kélilé en Demné）
- 2002年 – 《索菲亞的悲傷》（Sophia's droë vrugte）
- 2003年 – 《肖像畫與一個古老的夢》（Portretten en een oude droom）
- 2003年 – 《大篷車》（Karavaan）
- 2005年 – 《清真寺之家》，或譯《大巴扎》（Het huis van de moskee）
- 2008年 – 《信使》（De boodschapper）與《古蘭經》（Koran）
- 2011年 – 《國王》（De koning）
- 2011年 – 《烏鴉》（De kraai）
- 2014年 – 《飛越艾瑟爾河的鸚鵡》（Papegaai vloog over de IJssel）
- 2016年 – 《色蘭，歐洲！》（Salam Europa!）

## 外部連結
- 卡德爾·阿卜杜拉 （页面存档备份，存于）於荷蘭文學創作與翻譯基金會（NLPVF）官方網站 （荷兰文）（英文）